# Tetsuya Abe
Tetsuya Abe (阿部 哲也 Abe Tetsuya?), född 24 juni 1983 i Hokkaido prefektur, är en japansk före detta fotbollsspelare.
Abe började sin karriär 2002 i Consadole Sapporo. Han spelade 5 ligamatcher för klubben. Han avslutade karriären 2006.